# Quecksilber(I)-acetat
Quecksilber(I)-acetat ist eine anorganische chemische Verbindung aus der Gruppe der Acetate mit der dimeren Konstitutionsformel [Hg(CH3COO)]2.

## Gewinnung und Darstellung
Quecksilber(I)-acetat kann durch Reaktion von Quecksilber(I)-nitrat-dihydrat mit Natriumacetat gewonnen werden.
{\displaystyle \mathrm {Hg_{2}(NO_{3})_{2}\cdot 2\ H_{2}O+2\ CH_{3}COONa\longrightarrow } }{\displaystyle \mathrm {Hg_{2}(CH_{3}COO)_{2}+2\ NaNO_{3}} }

## Eigenschaften
Quecksilber(I)-acetat ist ein weißer, lichtempfindlicher Feststoff, der in graustichigen Kristallschuppen vorliegt und wenig löslich in Wasser ist. Er disproportioniert beim Kochen in Lösung sowie an Licht zu Quecksilber und Quecksilber(II)-acetat. Er besitzt eine monokline Kristallstruktur (a = 5,18 Å, b = 5,96 Å, c = 12,17 Å, β = 100,0°).